# Кекин, Ивана
Ивана Кекин (хорв. Ivana Kekin, урождённая Новосел, Novosel; род. 24 января 1984) — хорватская врач-психиатр и политик, член лево-зелёной партии «Мы можем!». С 2021 года она является депутатом национального парламента — Хорватского сабора. На местных выборах 2021 года была избрана членом Городской скупшины Загреба, заняв пост вице-председателя этого собрания. С 2020 года занимала пост президента социалистической партии «Новые левые», пока та не слилась с союзницей по Зелёно-левой коалиции. Кандидат на пост президента Республики Хорватия на выборах 2024 года, набрала почти 9 % голосов.

## Биография
Выросла в Свети-Иван-Зелина в семье из восьми человек, которую её отец содержал в одиночку. В 2008 году она окончила медицинский факультет в Загребе, получив специализацию по психиатрии и дополнительную — по психотерапии. В 2018 году получила докторскую степень, получив премию за лучшую диссертацию на медицинском факультете.
Недовольная властью Хорватского демократического содружества, в январе 2016 года занялась политикой, присоединившись к партии «Новые левые», которую возглавила в 2020 году. В том же году выдвигалась на парламентских выборах по списку Зелёно-левой коалиции в 7-м избирательном округе. Список получил по округу один мандат, который достался Раде Боричу, но Кекин, получившая 5 % преференциальных голосов, заменила того в парламенте в сентябре 2021 года.
Стала членом комитетов по здравоохранению и социальной политике, по делам семьи, молодежи и спорта, по межпарламентскому сотрудничеству, по правосудию и по гендерному равенству. В парламенте прежде всего занималась вопросами здравоохранения, критикуя его приватизацию и коммерциализацию, в противовес которым отстаивала «доступную и инклюзивную медицину». Она также занялась проблемами фемицида и насилия в отношении женщин, выступая за внесение поправок в Семейный и Уголовный кодексы. Она активно выступает за равенство на рынке труда и равное представительство мужчин и женщин в политической жизни. За время своего депутатства Кекин продолжает и свою внепарламентскую политическую деятельность, возглавляя кампании протеста.

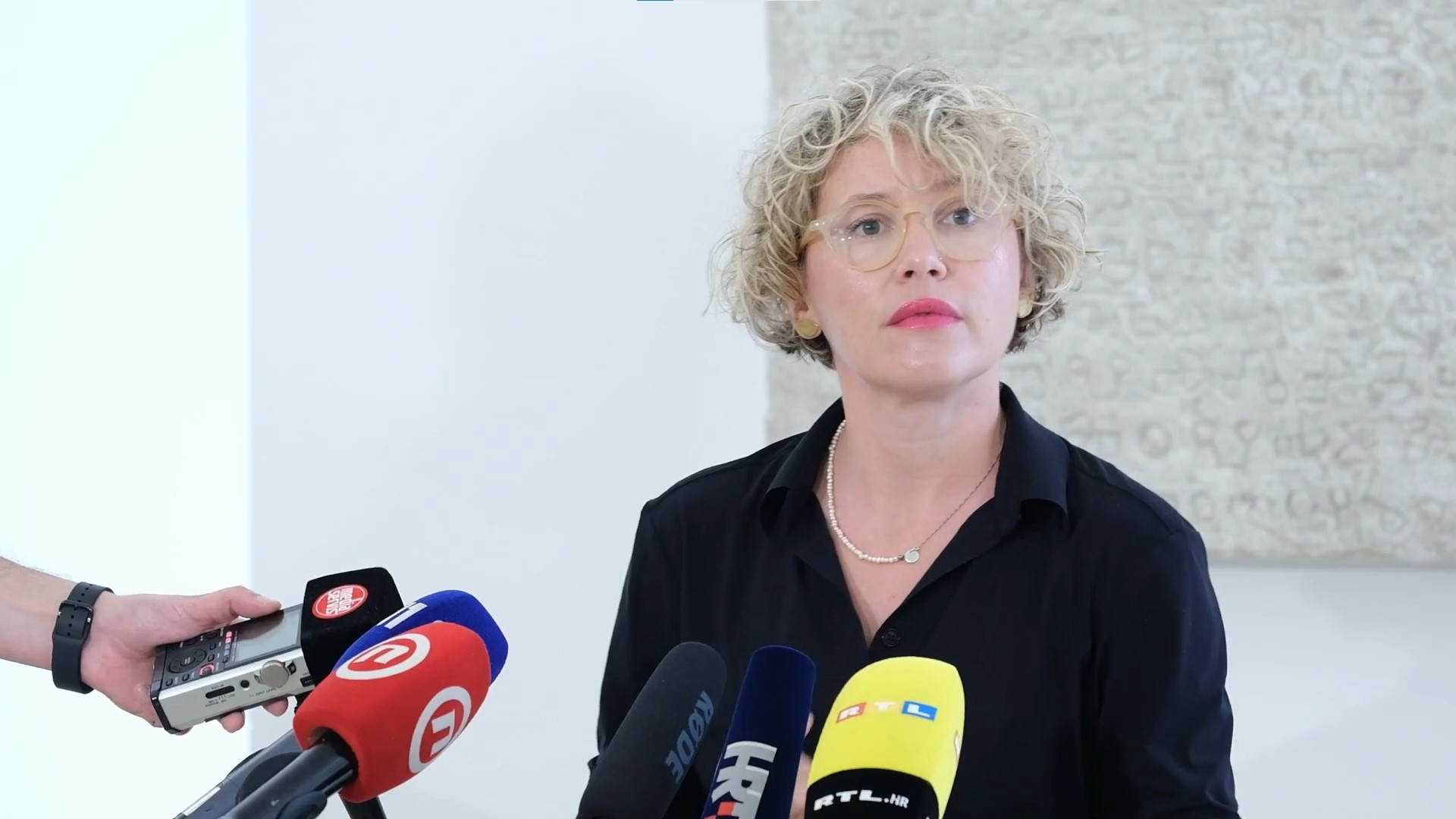
Кекин в 2023 году

С 2021 по 2024 год Кекин была заместителем члена Парламентской ассамблеи Совета Европы. Вступила в партию «Мы можем!» в 2022 году, вошла в Совет партии. На выборах в Европейский парламент 2024 года набрала наибольшее количество голосов по партийному списку «Мы можем!» и была избрана депутатом Европейского парламента, но сразу передала свой мандат своему коллеге Гордану Босанацу, чтобы продолжить концентрироваться на внутренней политике (ранее на парламентских выборах того же года она снова получила депутатский мандат, но уже по 1-му избирательному округу).
В сентябре 2024 года Кекин объявила о выдвижении своей кандидатуры на президентских выборах в Хорватии 2024—2025 годов, где набрала 9 % голосов в первом туре, заняла четвёртое место и во второй тур не прошла. В нём она поддержала победившего Зорана Милановича, хотя занимала более левые и антинационалистические позиции, а также высказывалась в поддержку Украины и Палестины.

## Личная жизнь
Кекин замужем за фронтменом панк-рок-группы Hladno Pivo Миле Кекиным, от которого у неё есть сын и дочь. Она также появилась в клипе Hladno Pivo 2013 года «Bilo koji broj».